# Republikeinen tijdens het Tweede Franse Keizerrijk

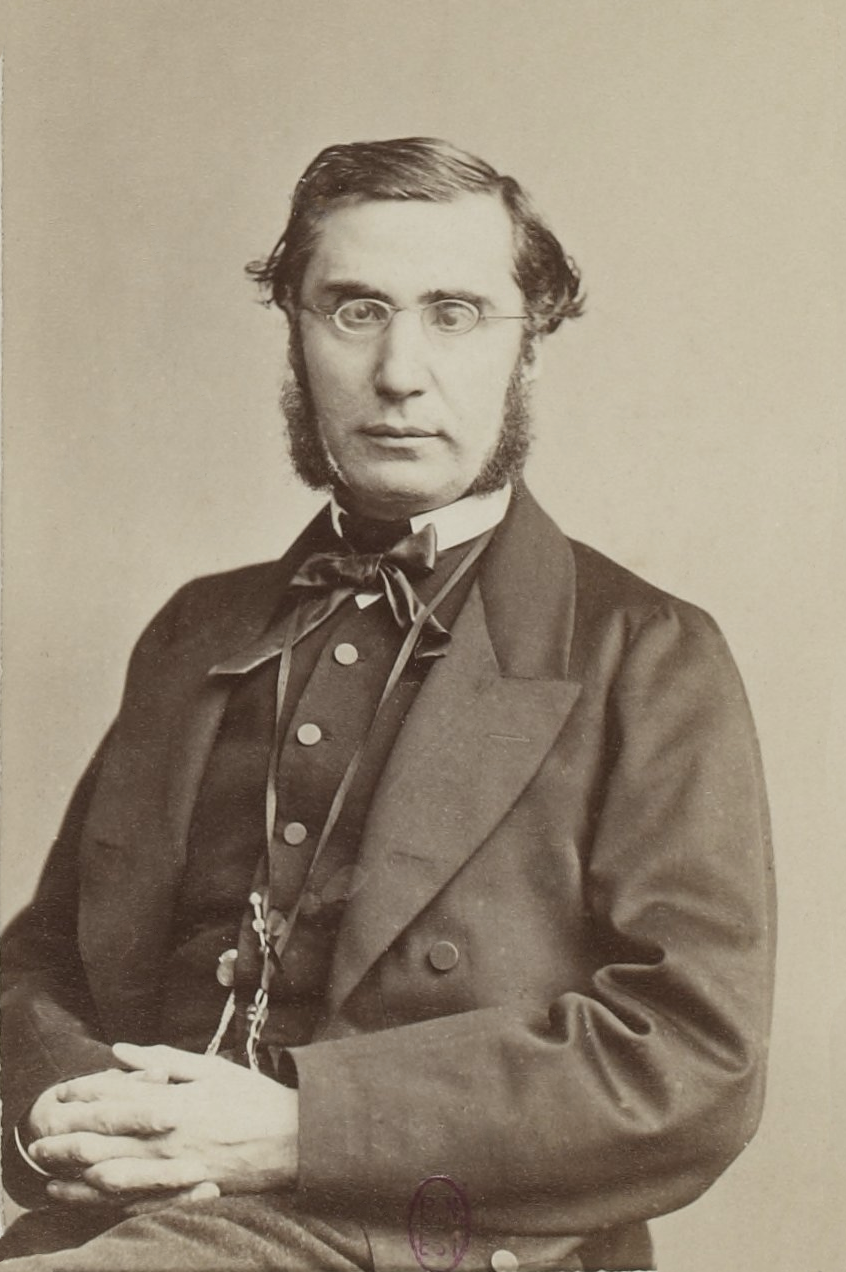
De republikein Émile Ollivier was na de verkiezingen voor het Wetgevend Lichaam van 1857 een van Les Cinq, de vijf republikeinsgezinde verkozenen in het Wetgevend Lichaam. Op 2 januari 1870, in de laatste maanden van het Tweede Franse Keizerrijk, werd hij eerste minister van Frankrijk.

De republikeinen tijdens het Tweede Franse Keizerrijk vormden de grootste oppositiestrekking tegen de Franse keizer Napoleon III. De meeste onder hen waren verdedigers van de Tweede Franse Republiek, waar keizer Napoleon III een einde aan maakte na zijn staatsgreep van 2 december 1851. De uiteindelijke overwinning van de bonapartisten (keizergezinden) bracht een periode van zware repressie tegen de republikeinen met zich mee. Velen van hen werden verbannen of tot zware gevangenisstraffen veroordeeld omdat ze zich verzetten tegen de staatsgreep.
Bij de parlementsverkiezingen voor het Wetgevend Lichaam op 29 februari (eerste ronde) en 14 maart (tweede ronde) werden slechts drie republikeinse volksvertegenwoordigers verkozen, met 1,1% van de stemmen, op een totaal van 261 zetels. Vijf jaar later, bij de parlementsverkiezingen op 21 juni (eerste ronde) en 5 juli 1857 (tweede ronde) werden vijf republikeinen verkozen op een totaal van 267 zetels. Deze vijf waren Alfred Darimon, Jules Favre, Jacques-Louis Hénon, Émile Ollivier en Ernest Picard. Zij werden Les Cinq (De Vijf) genoemd. De republikeinse volksvertegenwoordigers werden verkozen in de steden, die traditioneel republikeinsgezinde bastions waren.
Na de mislukte republikeinsgezinde aanslag op keizer Napoleon III door de Italiaan Felice Orsini op 14 januari 1858, vaardigde Napoleon III de wet op de algemene veiligheid, waardoor opnieuw verscheidene republikeinen werden verbannen.
Naarmate het Liberale Keizerrijk opkwam en in 1859 op grootschalige wijze amnestie werd verleend, keerden verschillende republikeinse kopstukken terug op het politieke toneel. Bij de parlementsverkiezingen van 1863 en van van 1869 nam het aantal republikeinse zetels in het Wetgevend Lichaam toe tot respectievelijk 15 en 30 zetels, wat bij hen de hoop deed toenemen op een val van het keizerlijke regime.
In 1864 verenigden gematigde republikeinen zich in de Derde Partij (Tiers Parti). Deze partij kwam na de verkiezingen van 1869 aan de macht, toen keizer Napoleon III Émile Ollivier benoemde aan het hoofd van de regering-Ollivier.
De Frans-Pruisische Oorlog van 1870 bracht een voortijdig einde aan het Tweede Franse Keizerrijk. De republikeinen kwamen opnieuw aan de macht, wat leidde tot de afkondiging van de Derde Franse Republiek. De Derde Franse Republiek zou blijven bestaan tot aan de nazi-Duitse bezetting van Frankrijk in 1940.